# بريدراغ دورديفيك
بريدراغ دورديفيك (بالصربية: Предраг Ђорђевић)‏ هو لاعب كرة قدم صربي، ولد في 30 يونيو 1990 في ليسكوفاتس في صربيا. لعب مع النجم الأحمر بلغراد وملادوست لوتشاني ونادي ياغودينا.

## وصلات خارجية
- بريدراغ دورديفيك على موقع قاعدة بيانات كرة القدم.إي يو (الإنجليزية)
- بريدراغ دورديفيك على موقع Soccerbase.com (لاعب) (الإنجليزية)
- بريدراغ دورديفيك على موقع Soccerway.com (الإنجليزية)
- بريدراغ دورديفيك على موقع عالم كرة القدم.نت (الإنجليزية)